# Pardosa agrestis
Pardosa agrestis là một loài nhện trong họ Lycosidae.
Loài này thuộc chi Pardosa. De steenwolfspin được Johan Peter Westring miêu tả năm 1861.